# یاتسک خمیلنیک
یاتسک خمیلنیک (لهستانی: Jacek Chmielnik؛ ‏ ۳۱ ژانویهٔ ۱۹۵۳ – ۲۲ اوت ۲۰۰۷) بازیگر، نویسنده، نمایشنامه‌نویس اهل لهستان بود که او در ووچ در یک خانواده کاتولیک متولد و بزرگ شد.
از فیلم‌ها یا مجموعه‌های تلویزیونی که وی در آن‌ها نقش داشته است، می‌توان به سرنوشت‌های لهستانی، وابانک، خانواده جایگزین، کینگ‌سایز و اجاره‌نشین‌ها اشاره نمود.